# Экибэн (половой акт)

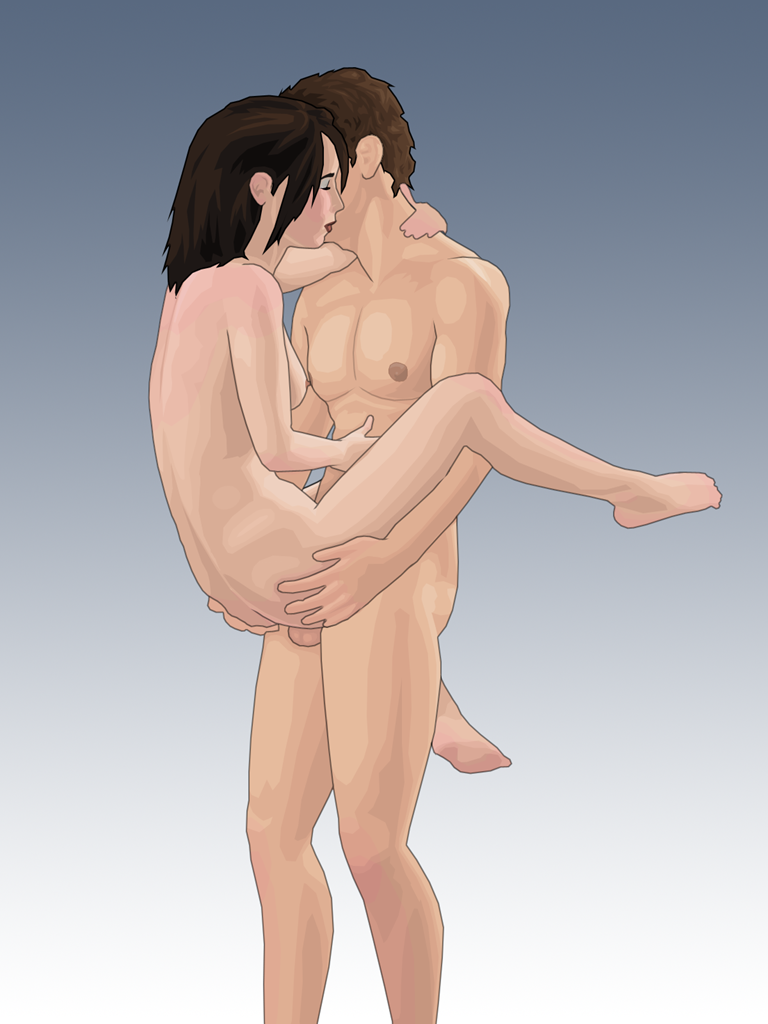
Один из партнёров стоит, держа в руках другого

Экибэн (с яп. — «駅弁») — сексуальная практика, заключающиеся в том, что партнер несёт человека во время полового акта с ним.

## Этимология
Поза Экибэн была названа в честь обедов бэнто, которые продаются в поездах и на железнодорожных станциях в Японии. Термин был популяризирован японским порно актёром Ютака Мукаияма в 1999 году, после выхода одноимённого документального фильма.

## Описание
В акте участвуют двое партнёров, чаще мужчина и женщина. Мужчина находясь лицом к лицу с женщиной, поднимает её так, чтобы её влагалище находилось на приблизительно на одном уровне его полового члена и вводит его вовнутрь. К этому термину также приписывают другие вариации, например: сидя или же прижав партнёра к стенке, находясь с ним в таком же контакте лица к лицу.
Имеется другая форма акта «хаимен экибен» (с яп. — «背面駅弁») когда пассивный партнёр смотрит в противоположном направлении.